# Ochlodes samenta
Ochlodes samenta is een vlinder uit de familie van de dikkopjes (Hesperiidae). De wetenschappelijke naam van de soort is voor het eerst geldig gepubliceerd in 1915 door Harrison Gray Dyar.